# Ratusz w Lublinie-Głusku
Ratusz w Lublinie-Głusku – późnobarokowy budynek w Głusku, do 1866 mieście, od 1988 dzielnicy Lublina. Został wybudowany na przełomie XVII i XVIII wieku. Poddasze jest przystosowane do celów mieszkalnych. Ratusz zdobią charakterystyczne szczyty. Wejście frontowe jest zwieńczone łukiem, nad którym znajduje się drewniany, zadaszony balkon.
Ratusz został wpisany do rejestru zabytków 30 września 1957 roku.